# Melissa Belote
Melissa Louise Belote (Washington D.C., 16 oktober 1956) is een Amerikaans voormalig zwemster die was gespecialiseerd in de rugslag.

## Carrière
In 1972 nam ze deel aan de Olympische Spelen van München.
Als relatief onbekende zwemster versloeg Belote de Amerikaanse recordhoudster Susan Atwood op de 100 meter rugslag bij de olympische kwalificatiewedstrijden, waarna ze korte tijd later als vijftienjarige wereldfaam verwierf door op de Olympische Spelen te zegevieren op de 100 en de 200 meter rugslag. Op dat laatste onderdeel verbeterde Belote zowel in de series als in de finale haar eigen wereldrecord. Samen met Cathy Carr, Deena Deardurff en Sandra Neilson behaalde Belote ook nog goud in de 4x100 meter wisselslag. Het Amerikaanse viertal won de finale in een wereldrecordtijd van 4.20,75.
Eén jaar later, bij de eerste officiële wereldkampioenschappen langebaan in Belgrado, triomfeerde Belote opnieuw de 200 meter rugslag, terwijl ze zilver won op de 100 meter rugslag en op de 4x100 wisselslag (samen met Marcia Morey, Deena Deardurff en Shirley Babashoff. Tijdens de Olympische Zomerspelen van 1976 in Montreal eindigde Belote vijfde op de 200 meter rugslag. 
Belote vestigde in totaal negen Amerikaanse records. Ze beëindigde haar actieve loopbaan in 1979 en werd vier jaar later opgenomen in de International Swimming Hall of Fame.

## Internationale toernooien
| Jaar | Olympische Spelen                               | WK langebaan                                    |
| ---- | ----------------------------------------------- | ----------------------------------------------- |
| 1972 | 100m rugslag · 200m rugslag · 4x100m wisselslag |                                                 |
| 1973 |                                                 | 100m rugslag · 200m rugslag · 4x100m wisselslag |
| 1976 | 5e 200m rugslag                                 |                                                 |

1924: Sybil Bauer ·
1928: Marie Braun ·
1932: Eleanor Holm ·
1936: Nida Senff ·
1948: Karen Harup ·
1952: Joan Harrison ·
1956: Judy Grinham ·
1960: Lynn Burke ·
1964: Cathy Ferguson ·
1968: Kaye Hall ·
1972: Melissa Belote ·
1976: Ulrike Richter ·
1980: Rica Reinisch ·
1984: Theresa Andrews ·
1988: Kristin Otto ·
1992: Krisztina Egerszegi ·
1996: Beth Botsford ·
2000: Diana Mocanu ·
2004: Natalie Coughlin ·
2008: Natalie Coughlin ·
2012: Missy Franklin ·
2016: Katinka Hosszú ·
2020: Kaylee McKeown ·
2024: Kaylee McKeown
1968: Lillian Watson ·
1972: Melissa Belote ·
1976: Ulrike Richter ·
1980: Rica Reinisch ·
1984: Jolanda de Rover ·
1988: Krisztina Egerszegi ·
1992: Krisztina Egerszegi ·
1996: Krisztina Egerszegi ·
2000: Diana Mocanu ·
2004: Kirsty Coventry ·
2008: Kirsty Coventry ·
2012: Missy Franklin ·
2016: Madeline Dirado ·
2020: Kaylee McKeown ·
2024: Kaylee McKeown
1960: Burke, Kempner, Schuler, von Saltza ·
1964: Ferguson, Goyette, Stouder, Ellis ·
1968: Hall, Ball, Daniel, Pedersen ·
1972: Belote, Carr, Deardurff, Neilson ·
1976: Richter, Anke, Pollack, Ender ·
1980: Reinisch, Geweniger, Pollack, Metschuck ·
1984: Andrews, Caulkins, Meagher, Hogshead ·
1988: Otto, Hörner, Weigang, Meißner ·
1992: Loveless, Nall, Ahmann-Leighton, Thompson ·
1996: Botsford, Beard, Martino, Van Dyken ·
2000: Bedford, Quann, Thompson, Torres ·
2004: Rooney, Jones, Thomas, Henry ·
2008: Seebohm, Jones, Schipper, Trickett ·
2012: Franklin, Soni, Vollmer, Schmitt ·
2016: Baker, King, Vollmer, Manuel ·
2020: K. McKeown, Hodges, E. McKeon, Campbell ·
2024: Smith, King, Walsh, Huske